# Повітряні сили Словаччини
Військово-повітряні сили Словаччини, відомі з 2002 року як'  Повітряні сили збройних сил Словацької Республіки  (словац. Vzdušné sily Ozbrojených síl Slovenskej republiky) — авіаційний і протиповітряний підрозділ Збройних Сил Словаччини. Включають 28 літаків і 10 вертольотів з 3 повітряних баз: у Малацках, Слячі, Пряшеві. Спільно з ВПС Чехії вони успадкували ВПС Чехословаччини в 1993 році. Військово-повітряні сили Словаччини є частиною інтегрованої системи НАТО з повітряної і ракетної оборони — NATINADS.
Військово-повітряні сили Словаччини покладені на оборону суверенної словацької держави та підтримку наземних військ країни. Одинадцять російських модернізованих винищувальних літаків МіГ-29 разом із 7 модернізованими базовими та легкими сучасними тренажерами (Л-39) домінують в інвентарі, за якими йдуть шість Л-410. Останній транспортний літак Ан-26 був вилучений з експлуатації 4 березня 2016 року. Флот вертольотів складається з семи Мі-17 і чотирьох UH-60M. Військові-повітряні сили Словаччини перебувають під командуванням бригадного генерала Любомира Свободи з 1 серпня 2017 року.

## Історія

### 1939—1945
Після поділу Чехословаччини нацистською Німеччиною у 1939 році Словаччину залишили з невеликою авіацією, що складалася в основному з чехословацьких бойових літаків. Ця сила обороняла Словаччину проти Угорщини в 1939 році і брала участь у вторгненні до Польщі на підтримку Німеччини. Під час Другої світової війни ВПС Словаччини було доручено оборона словацького повітряного простору і після вторгнення в СРСР забезпечило повітряне покриття для словацьких військ, які воювали проти Радянського Союзу на Східному фронті. Зайняті на Східному фронті застарілі біплани Словаччини були замінені німецькими бойовими літаками, включаючи Messerschmitt Bf 109. Повітряні сили були відправлені назад до Словаччини після того, як бойова втома і дезертирство зменшили ефективність пілотів. Словацькі авіапідрозділи взяли участь у Словацькому національному повстанні проти Німеччини з кінця серпня 1944 року.

### 1946—1992
За цей час Чехословаччина була членом Східного блоку, союзником з Радянським Союзом, а з 1955 членом Варшавського договору. Через це ВПС Чехословаччини використовували радянські літаки, доктрини і тактику. Літакі були в основному МіГами. Винищувачі МіГ-15, МіГ-19 і МіГ-21 були виготовлені за ліцензією; у 1970-х роках МіГ-23MF були куплені, а потім й МіГ-23ML і МіГ-29 в 1980-х.
Протягом 1980-х і на початку 1990-х років військово-повітряні сили Чехословаччини складалися з 7-ї повітряної армії, яка мала обов'язки протиповітряної оборони, і 10-ї повітряної армії, відповідальної за підтримку наземних військ. 7-а повітряна армія мала дві авіаційні дивізії і три винищувальні полки, а 10-а повітряна армія мала дві авіаційні дивізії і всього шість полків винищувачів та штурмових літаків. Було також два розвідувальні полки, два транспортних полки, три тренувальних полки і два вертолітних полки.
У листопаді 1989 року Чехословаччина позбулася комунізму. А в 1993 році парламенти двох нових держав Чехії і Словаччини вирішили, як розподілити авіаційні активи. Вони були розділені 2:1 на користь чехів, і, таким чином, було створено (знову) словацькі ВПС. Однак 20 МіГ-29 були розподілені порівну між двома країнами.

### 1993— дотепер

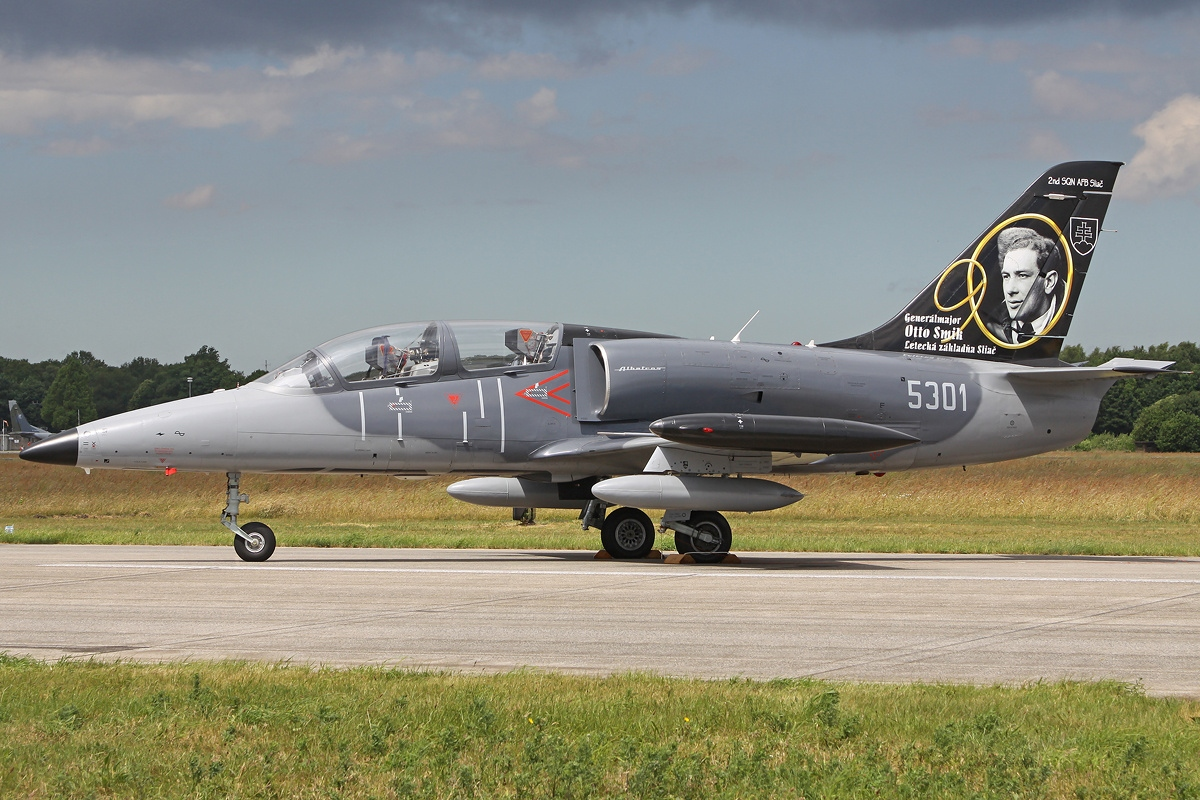
L-39CM повітряних сил Словаччини з спеціальною розкраскою «Отто Смік»

Після формального розпаду Чехословаччини 1 січня 1993 року чеські та словацькі літаки були розділені за чисельністю населення кожної країни, у співвідношенні майже 2:1 на користь Республіки Чехія. Девід Дональд. Винятком з цього правила були МіГ-23, які були надані виключно чеським ВПС, та МіГ-29, які були розділені порівну між двома народами. Словацькі бази спочатку були недостатньо оснащені, щоб підтримувати повітряні судна, передані з чеських баз, і вимагали значних покращень в інфраструктурі для полегшення нової авіації. 1 березня 1995 року військово-повітряні сили замінили організацію радянського авіаційного полку на систему західного крила і ескадри. Близько 2000—2002 рр. Словаччина поступово списала багато старих літаків, включаючи весь флот Су-22, Су-25 і МіГ-21. У 2004 році була розформована академія льотної підготовки та національна пілотажна команда Biele Albatrosy, обидві з яких розташовані в Кошицях.
19 січня 2006 року, повітряні сили Словаччини втратили Ан-24 в авіакатастрофі у північній Угорщині.
20 вересня 2011 року решта бойових Mil Mi-24 була теж списана.
У січні 2014 року Словаччина розпочала обговорення зі шведським урядом щодо лізингу або придбання літаків JAS 39 Gripen для заміни винищувачів МіГ-29. Були також розглянуті F-16 Fighting Falcon.
21 квітня 2014 року Словаччина та ВАТ МіГ продовжили контракт на сервісну підтримку винищувачів МіГ-29 до 2017 року (у 2016 році продовжений до 2019 року).
Словаччина починає переговори зі Швецією про винищувачі Gripen. У своїх зусиллях, спрямованих на підвищення обороноздатності, Словаччина має розпочати офіційні переговори щодо оренди літаків Gripen з Швеції, а словацький уряд поклав завдання міністру оборони Мартіну Глвачу на його черговій сесії 18 березня 2015 року. Глвач передбачав початок переговорів наприкінці січня. Уряд вважає, що Швеція є єдиною країною, що пропонує Словаччині варіант, за допомогою якого вона може орендувати години польотів. Деталі витрат і кількість літаків, які будуть використовуватися в Словаччині, все ще мають бути обговорені в ході переговорів. Але у 2016 році пропозиція орендної плати вже неможлива. Словаччині доведеться або купувати, або орендувати новий (або використаний) літак, якщо вона хоче зберегти його надзвукові реактивні можливості.
У 2016 році після 44 років виробництва, Lockheed Martin припинив збирання F-16 у Форт-Верті, Техас. Закупівля нового F-16V Block 70/72 є ще одним варіантом для словацьких ВПС. «Lockheed почне перенесення виробничої лінії на новий об'єкт у Грінвіллі, Південна Кароліна наприкінці року після того, як у вересні 2017 року було поставлено останній з культових літаків для Іраку» — сказав Кен Росс, представник компанії Lockheed Martin Aeronautics у Форт-Верті «Але оскільки компанія не мала жодних замовлень на нові F-16 окрім літаків для Іраку, знадобиться близько двох років, щоб запустити її в Південній Кароліні, коли нове замовлення буде отримано» — сказав Росс. Враховуючи стан словацьких МіГ-29 і необхідність замінити їх до 2019 року (коли термін дії контракту на їх обслуговування закінчується), цей варіант залишається малоймовірним. Словаччина повинна була б продовжити контракт на надання послуг МіГ-29 з Росією, яка в нинішньому політичному середовищі буде суперечливою, якщо не неможливою. Хоча існує можливість придбання використаних F-16, які можна було б доставити раніше.
«Єдиним партнером, який виконує наші нинішні умови, є шведський уряд і виробник Gripens», — сказав міністр оборони Мартін Глвач.
Після двох років переговорів зі Швецією про придбання Gripens, Словаччина тепер переслідує інші варіанти щодо своїх винищувачів і веде переговори з Росією про продовження використання МіГ-29 до 2019 року.
Державний департамент США схвалив можливість продажу Словаччині легких вертольотів Bell 429 GlobalRanger вартістю 150 мільйонів доларів США. Схвалення, яке було оголошено Агентством зі співробітництва в галузі оборони (DSCA) 28 квітня 2017 року, охоплює дев'ять «унікальних модифікацій» вертольотів, оснащених камерами Wescam MX-10. До угоди входить навчання і підтримка.
Міністр оборони Словаччини Петер Гайдош заявив, що в той час, як міністерство отримало пропозиції від США на постачання F-16 і Швеції для JAS-39 Gripen для планової закупки 14 літаків-винищувачів, МіГ не розглядаються.
Lockheed Martin — це потенціал для продажів більш ніж 400 новозбудованих F-16 в найближчі роки з урахуванням конкурсів на постачання в Індії, Індонезії, Словаччині та Колумбії. Польща, яка вже експлуатує F-16, може також отримати додаткові літаки.
Державний департамент США ухвалив рішення про затвердження можливого продажу іноземним військовим у Словаччині літаків F-16V Block 70/72 V з розрахунковою вартістю 2,91 мільярда доларів. Агентство з питань співробітництва в галузі оборони надіслало необхідну сертифікацію, яка оповіщає Конгрес США про таку можливу продажу 3 квітня 2018 року.
Словацька Республіка запросила можливу продаж 14 літаків у конфігурації F-16 Block 70/72 V. Цей запропонований продаж підтримає зовнішню політику та національну безпеку [США], допомагаючи поліпшити безпеку партнера НАТО, що є важливою силою для забезпечення миру та стабільності в Європі. Запропонований продаж підтримає потреби Словаччини у власному самозахисті та підтримає цілі оборони НАТО. Словаччина має намір використовувати ці F-16 для модернізації своїх військово-повітряних сил і зміцнення оборони своєї батьківщини. F-16 Block 70/72 має передову авіоніку, перевірену APG -83 радар з активною фазованою антенною решіткою, модернізовану кабіну, сучасне озброєння, (додаткові) конформні паливні баки, автоматичну систему запобігання земним зіткненням, STANAG 5516, просунутий двигун і провідний розширений термін служби 12000 годин.
… і переможець — це F-16V Block 70/72.
Словаччина вирішила придбати 14 нових винищувачів Lockheed Martin F-16, щоб замінити МіГ-29. Оголошення словацького міністерства оборони в середу 11 липня 2018 року означає, що F-16 вибив Saab Gripen.
«Ми раді, що Словаччина вибрала F-16V Block 70» — сказав представник Lockheed Martin Джон Лосінгер. «Це партнерство забезпечить нові можливості словацьким збройним силам і зміцнить стратегічне партнерство Словаччини з НАТО і США».
На підставі рішення Уряду Словаччини, Міністерство оборони Словаччини, яке представляє Національний директор з питань озброєнь, полковник Владимир Кавицький, підписав 30 листопада 2018 року відповідні технічні заходи щодо запуску процесу заміни літаків ВПС Словаччини. Це включає в себе три окремі листи пропозицій та прийняття (LOA), які сприяють виконанню угоди через програму іноземних військових продажів уряду США (FMS), і охоплює закупівлю 14 літаків США F-16, боєприпасів для них, матеріально-технічне забезпечення, а також навчання персоналу літаків і наземного персоналу. Всі винищувачі повинні бути поставлені до кінця 2023 року.
Словаччина придбає 14 американських літаків F-16 у найбільшій військовій купівлі Словаччини за весь час, заявив у середу прем'єр-міністр Петер Пеллегріні, відкинувши свої попередні заперечення на угоду. Міністр оборони Петер Гайдош підписав контракт з представником компанії Lockheed Martin Ана Вугофскі на прес-конференції в столиці Братислави після того, як уряд схвалив покупку. Член єврозони буде купувати 14 винищувачів F-16V Block 70/72 плюс озброєння і тренування на суму 1,58 млрд євро (1,8 млрд доларів) з доставкою до 2023 року, повідомляє міністерство оборони.

## Структура
- Збройні сили Словаччини:
- Генеральний штаб(інші мови)
- Сухопутні війська
- Повітряні сили
- Сили спеціальних операцій(інші мови)

- Командування повітряними силами, штаб Повітряних сил(інші мови) (в/ч 3333, Зволен)  1 [80]
  - 2-га бригада(інші мови), раніше — Командне та розвідувальне крило (в/ч 3030, Зволен, Казарми словацького національного повстання)  2 
    - Батальон радарного спостереження (Зволен, Казарми словацького національного повстання)  2 
      - 1-ша рота радіолокаційного спостереження (Михайлівці)  3 
      - 2-га рота радіолокаційного спостереження (Велика Ида)  4 
      - 3-тя рота радіолокаційного спостереження (Ождяни)  5 
      - 4-та рота радіолокаційного спостереження (Мочяр)  6 
      - 5-та рота радіолокаційного спостереження (Глоговец)  7 
      - 6-та рота радіолокаційного спостереження (М'єрово)  8 

    - Центр повітряних операцій, доповідає інтегрованій системі протиповітряної оборони CAOC Uedem в Німеччині
    - Рота підтримки командування ВПС
    - Пункт медичної допомоги

  - 11-та бригада(інші мови), раніше — Протиповітряна ракетна бригада «Битва при Тобруці» (в/ч 4405, Нітра)  9 
    - 1-ша зенітна ракетна група, з 1× S-300PMU (SA-10B Grumble)
    - 2-га зенітна ракетна група, з 5× 2K12M2 Kub-M2 (SA-6 Gainful)
    - 3-тя зенітна ракетна група
    - Протиповітряний дивізіон, з 72× 9K38 Igla2 (SA-18 Grouse)
    - 115-й технічний дивізіон
    - Батальйон підтримки
    - Операційний підрозділ
    - Пункт медичної допомоги

  - 46-те крило(інші мови), раніше — Транспорте крило «Генерал Мілан Растіслав Штефаник» (в/ч 1201, Малацьки, авіабаза)  10 
    - Транспортна ескадрилья, з 2× C-27J Spartan, 1× L-410FG, 1× L-410UVP-E14, 4× L-410UVP-E20
    - Батальйон забезпечення повітряного руху
    - Ескадрилья управління повітряним рухом
    - Ескадрилья технічного обслуговування
    - Пункт медичної допомоги
    - Авіаційне стрільбище

  - 51-ше крило(інші мови), раніше — Гелікоптерне крило «Генерал-лейтенант Ян Амбруш» (в/ч 6335, Пряшів, авіабаза)  11 
    - 1-а гелікоптерна ескадрилья, з 4× Mi-17M, 4× UH-60M[81]
    - 2-а гелікоптерна ескадрилья, з 2× Mi-17LPZS[82]
    - Батальйон забезпечення повітряного руху
    - Ескадрилья управління повітряним рухом
    - Ескадрилья технічного обслуговування
    - Пункт медичної допомоги

  - 81-ше крило(інші мови), раніше — Тактичне крило «Генерал-майор Отто Смік» (в/ч 4977, Сляч, авіабаза)  12 
    - 1-а тактична ескадрилья, з 10× MiG-29AS, 2× MiG-29UBS
    - 2-а тактична ескадрилья, з 5× L-39CM, 2× L-39ZAM[83]
    - Батальйон забезпечення повітряного руху
    - Батальйон підтримки
    - Ескадрилья управління повітряним рухом
    - Ескадрилья технічного обслуговування
    - Пункт медичної допомоги

## Оснащення Повітряних сил Словаччини
| Тип                  | Фото                 | Виробництво/Країна | Призначення                  | Варіант       | Кількість     | Примітки                                                                                  |
| Бойові літаки        | Бойові літаки        | Бойові літаки      | Бойові літаки                | Бойові літаки | Бойові літаки | Бойові літаки                                                                             |
| -------------------- | -------------------- | ------------------ | ---------------------------- | ------------- | ------------- | ----------------------------------------------------------------------------------------- |
| F-16 Fighting Falcon | F-16 Fighting Falcon | США                | Багатоцільовий винищувач     | F-16V         | 2/14          | Замовлено 14 літаків. Словаччина отримала перші два винищувачі F-16V Block 70 у 2024 році |
| Навчальні літаки     |                      |                    |                              |               |               |                                                                                           |
| Aero L-39            |                      | Чехія              | Навчально-тренувальний літак |               | 7             | приписані 2-й ескадрильї                                                                  |
| Транспортний літак   |                      |                    |                              |               |               |                                                                                           |
| Alenia C-27J         |                      | Італія             | Військово Транспортний літак |               | 2+            |                                                                                           |
| Гелікоптери          |                      |                    |                              |               |               |                                                                                           |
| Sikorsky UH-60       | Sikorsky UH-60       | США                | Багатоцільовий вертоліт      | UH-60M        | 4             | Замовлено більше як 5+ одиниць які замінять Радянські гелікоптери.                        |
| Bell AH-1Z Viper     |                      | США                | Ударний гелікоптер           |               | 0/12          | У 2023 році Замовлено 12+ одиниць які замінять Радянські гелікоптери та винищувачі Міг-29 |
| БПЛА                 |                      |                    |                              |               |               |                                                                                           |
| Elbit Skylark        |                      | Ізраїль            | БПЛА                         | I-LEX         | 5             | приписані Міністерству внутрішніх справ та 5-му полку сил особливого призначення.         |

.